# Ministerie van Klimaat en Groene Groei
Das Ministerie van Klimaat en Groene Groei (kurz: KGG, deutsch: Ministerium für Klima und grünes Wachstum) ist das niederländische Ministerium für alle Angelegenheiten im Zusammenhang mit dem Klima. Amtierende Ministerin ist Sophie Hermans (VVD).
Das Ministerium wurde am 2. Juli 2024, mit dem Amtsantritt des Kabinetts Schoof, eingerichtet. Zuvor war der Bereich Klima Teil des Ministeriums für Wirtschaft und Klima. Mit der Gründung des KGG wurde dieses Ministerium in „Ministerium für Wirtschaft“ umbenannt.